# 吕玉兰
吕玉兰（1940年2月6日—1993年3月31日），女，河北省邢台市临西县下堡寺镇东留善固村人，中华人民共和国政治人物。中国著名女劳动模范，因早年农业活动被作为先进典范而广为宣传。

## 生平
1940年2月6日（农历腊月二十九），出生於山东省临清县（现為河北省邢台市临西县）东留善固村的一个农民家庭，父親吕天聪（1923年－1984年），母親谈庆田（1914年－1983年）。
1955年加入中国共产主义青年团。1958年加入中国共产党。1960年任东留善固大队党支部书记。1968年1月任临西县革命委员会副主任、邢台地区革命委员会常委。1970年3月任河北省革命委员会副主任。1971年1月任中共临西县委书记，同年5月任中共河北省委副书记。1973年8月任临西县革命委员会主任。1977年任中共河北省委书记（当时设有第一书记）。1981年9月任中共正定县委副书记。1982年到河北农业大学农经系學習，1985年畢業。1985年任河北省农业厅副厅长、厅党组成员。是中国共产党第九、十、十一次全国代表大会代表、中央委员，第四、五、六、七、八届河北省人民代表大会代表，第四、五届全国人民代表大会代表、常务委员会委员。
1993年3月31日病逝，享年53歲。
呂玉蘭在擔任中共正定縣委副書記期間，曾與习近平共事過。1993年3月，习近平與彭丽媛曾至石家庄探望病中的呂玉蘭。1994年吕玉兰逝世一周年時，习近平撰寫了高风昭日月 亮节启后人——深切怀念吕玉兰同志一文追憶吕玉兰。2011年5月，時任中央政治局常委、中央书记处书记、国家副主席的习近平在給东留善固村党委书记吕廷祥的回信中，提出要「以吕玉兰同志为榜样，大力弘扬‘玉兰精神’」。

## 家庭
1974年10月3日，同江山结婚。育有二女：大女儿江河於1976年11月出生，二女兒江华於1977年12月出生。

## 榮譽
- 1956年、1958年、1959年、1962年和1963年，五度獲山东省农业劳动模范称号[1]。
- 1960年3月，獲全国三八红旗手稱號[1]。
- 1965年3月，獲河北省农业劳动模范稱號[1]。
- 2019年9月，身後獲最美奋斗者稱號[7]。